# Palcie ryż każdego dnia
Palcie ryż każdego dnia – ostatnia powieść Marka Hłaski z 1968 roku, napisana w Stanach Zjednoczonych i wydana bez korekty po jego śmierci. Oprócz Palcie ryż każdego dnia Hłasko brał pod uwagę inne tytuły – Życie bez Esther i Podpalacze ryżu.
Na Zachodzie znana pod tytułem The Rice Burners.

## Treść
Powieść opowiada o losach klasycznego trójkąta miłosnego, pomiędzy Andersonem, Ryanem i Esther. Gra ta ma charakter masochistyczny, podobnie jak w innej powieści Hłaski, Sowa, córka piekarza. 